# William Ohly

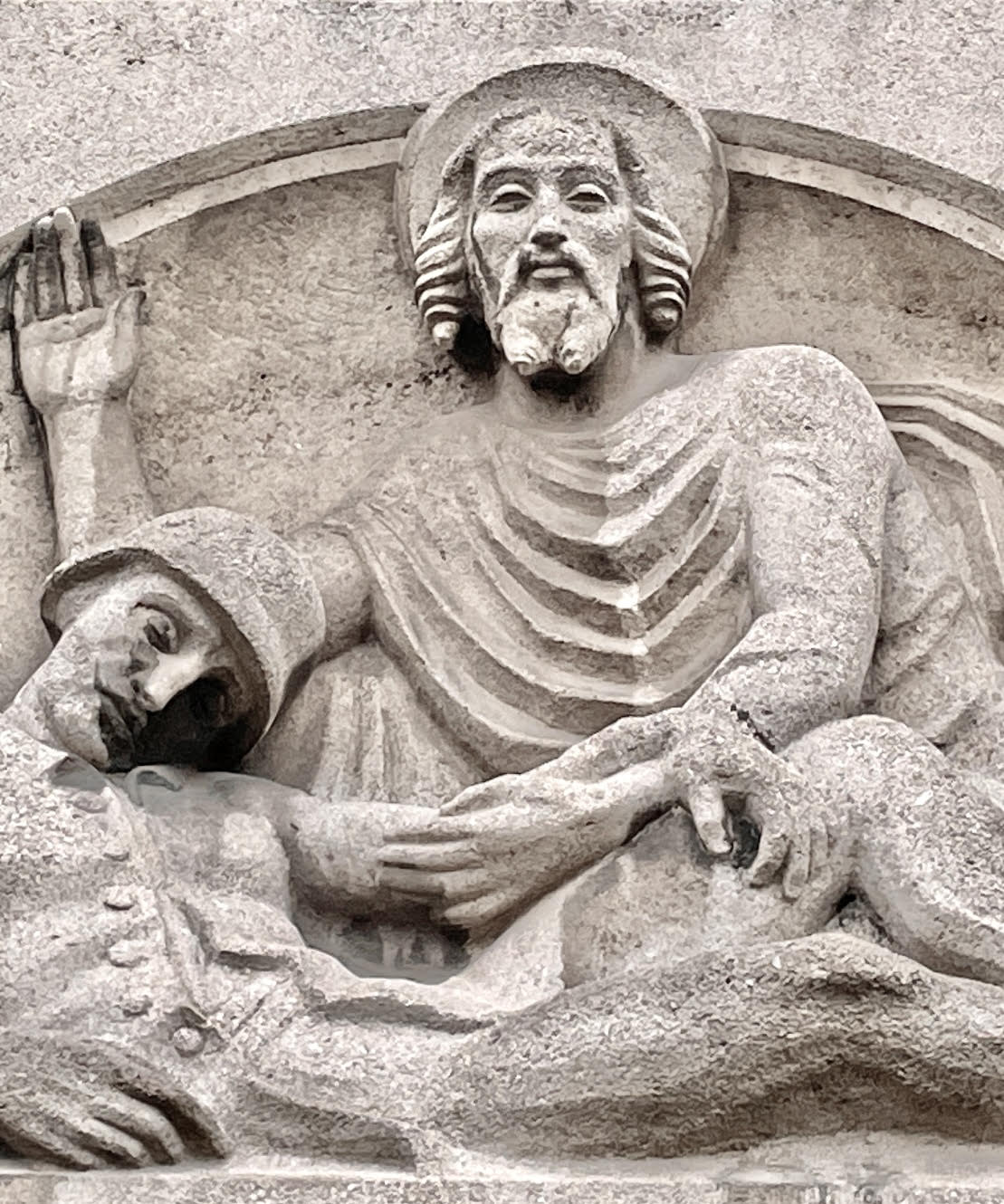
Grünstadt, Martinskirche, „jüdischer“ Christus von William Ohly, 1927

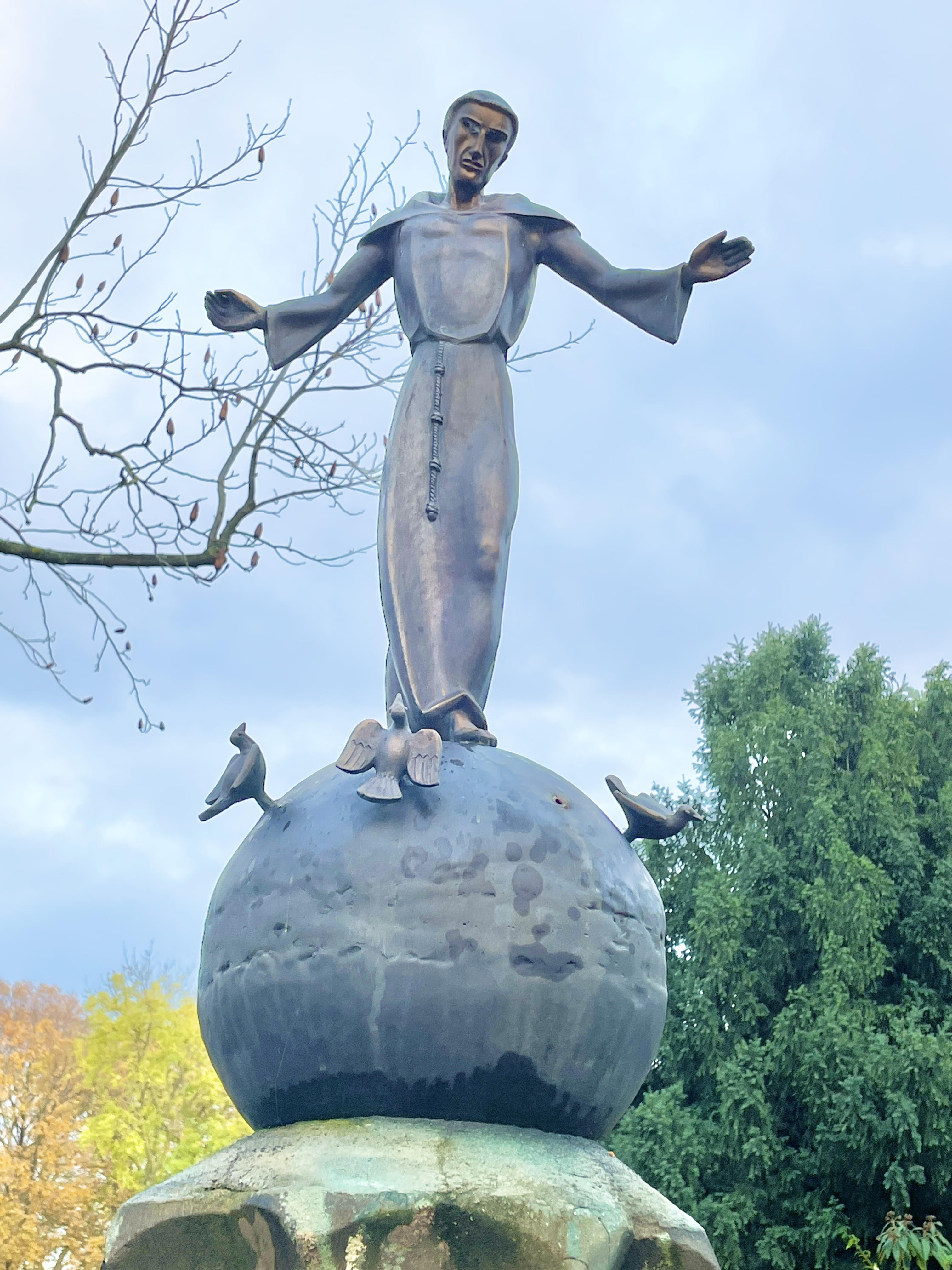
Friedhof Ludwigshafen-Friesenheim, St. Franziskus, von William Ohly, 1927

William Ohly (* 31. August 1883 in Kingston upon Hull, Großbritannien; † 22. Juli 1955 in London) war ein deutsch-englischer Bildhauer.

## Leben und Wirken
Er wurde mit dem Taufnamen William Ferdinand Charles Ohly, als Sohn deutscher Eltern, in England geboren. Sein Vater war Karl Engelbert Victor Ohly (1847–1900) aus Ibbenbüren, evangelischer Religion. Die Mutter Louise Pauline Strauss (1847–1916) stammte aus der bekannten jüdischen Kaufmannsfamilie Straus/Strauss, in Otterberg, Pfalz. Ihr Großcousin Isidor Straus kam 1912 beim Untergang der „Titanic“ um.
Mit seinen Eltern und seinem Bruder Ernest (1877–1916) zog William Ohly um 1897 nach Frankfurt am Main. Beide Brüder besuchten die dortige Städelschule und ließen sich zum Bildhauer ausbilden; William wurde ein Schüler von Hugo Lederer, der das Bismarck-Denkmal in Hamburg schuf. Nach Abschluss der Ausbildung arbeiteten die Brüder Ohly gemeinsam als Bildhauer. Sie wurden im 1. Weltkrieg Kriegsfreiwillige. Ernest Ohly fiel 1916 als deutscher Soldat in Frankreich, William Ohly trat 1915 in die Bayerische Armee ein, wo er 1916 in einer Minenwerfer-Abteilung zum Unteroffizier avancierte. 1919 ehelichte er Gertrud Scharvogel, Tochter des namhaften Keramikers Jakob Julius Scharvogel und dessen jüdischer Frau Sophia geb. Vohsen aus Mainz, welche 1942 im KZ Theresienstadt umkam.
Bis 1933 war William Ohly als selbstständiger Bildhauer in Frankfurt tätig. Er schuf eine Vielzahl von Werken. Verschiedene seiner Figuren wurden in Bronze gegossen. Er ist der Schöpfer des Gänsereiterbrunnens in Essen und des Marienbrunnens Krefeld. Sehr bekannt wurden sein St.-Georgs-Brunnen im Zentrum von Speyer und ein Brunnen mit der Bronzefigur des Hl. Franziskus auf dem Friedhof von Ludwigshafen-Friesenheim, wo er auch die Portalreliefs der Friedhofskapelle ausführte. Die Kriegerdenkmäler in Neustadt-Mußbach und in Forst an der Weinstraße stammen ebenfalls von William Ohly. 1927 fertigte er an der Außenseite der Martinskirche Grünstadt eine Gefallenentafel, die einen Christus mit jüdischen Schläfenlocken zeigt. Die Darstellung blieb über Jahrzehnte hinweg unerkannt und ist vermutlich singulär in ganz Deutschland.
Als Sohn einer jüdischen Mutter emigrierte William Ohly 1933 und kehrte in sein Geburtsland Großbritannien zurück. Dort unterstützte er in London Personen, die aus dem NS-Bereich geflohen waren. Er betrieb die kommerzielle Berkeley Gallery in der dortigen Davies Street und gründete 1946 das Abbey Arts Centre im Stadtteil New Barnet, in dem viele zeitgenössische Künstler ausstellten.
In Saarlouis gibt es das Denkmal des 1. Rheinischen Feldartillerie-Regiments „von Holtzendorff“ Nr. 8. Es war, mit einem eindrucksvollen Bronzelöwen, ein Werk William Ohlys. Der Löwe wurde im 2. Weltkrieg zerstört, galt jedoch als künstlerisch bedeutend, so dass ihn der Frankenthaler Künstler Walter Perron 1958 bei der Erneuerung  nachempfand.

## Galerie

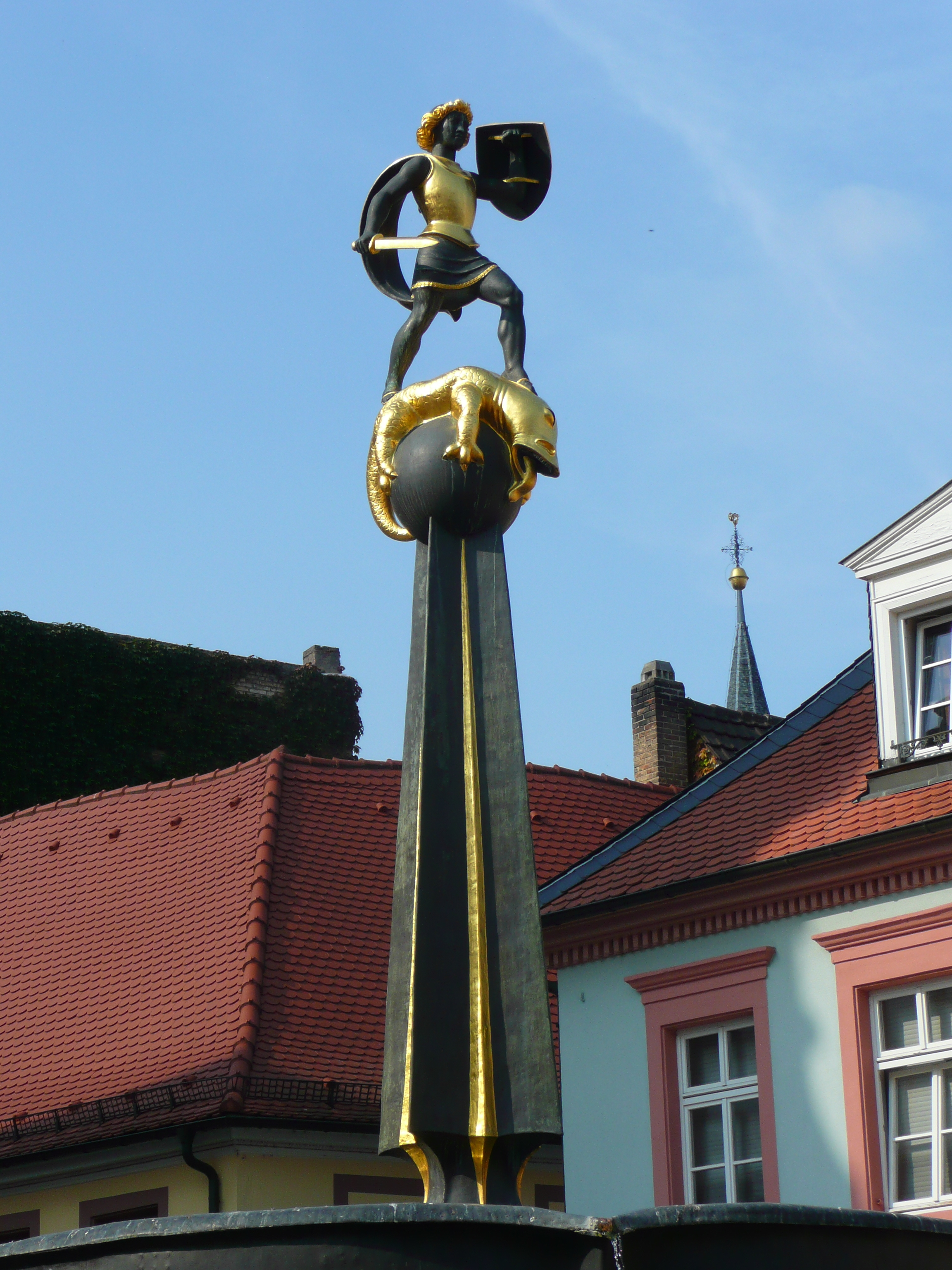
William Ohly, St. Georg in Speyer (Georgsbrunnen)
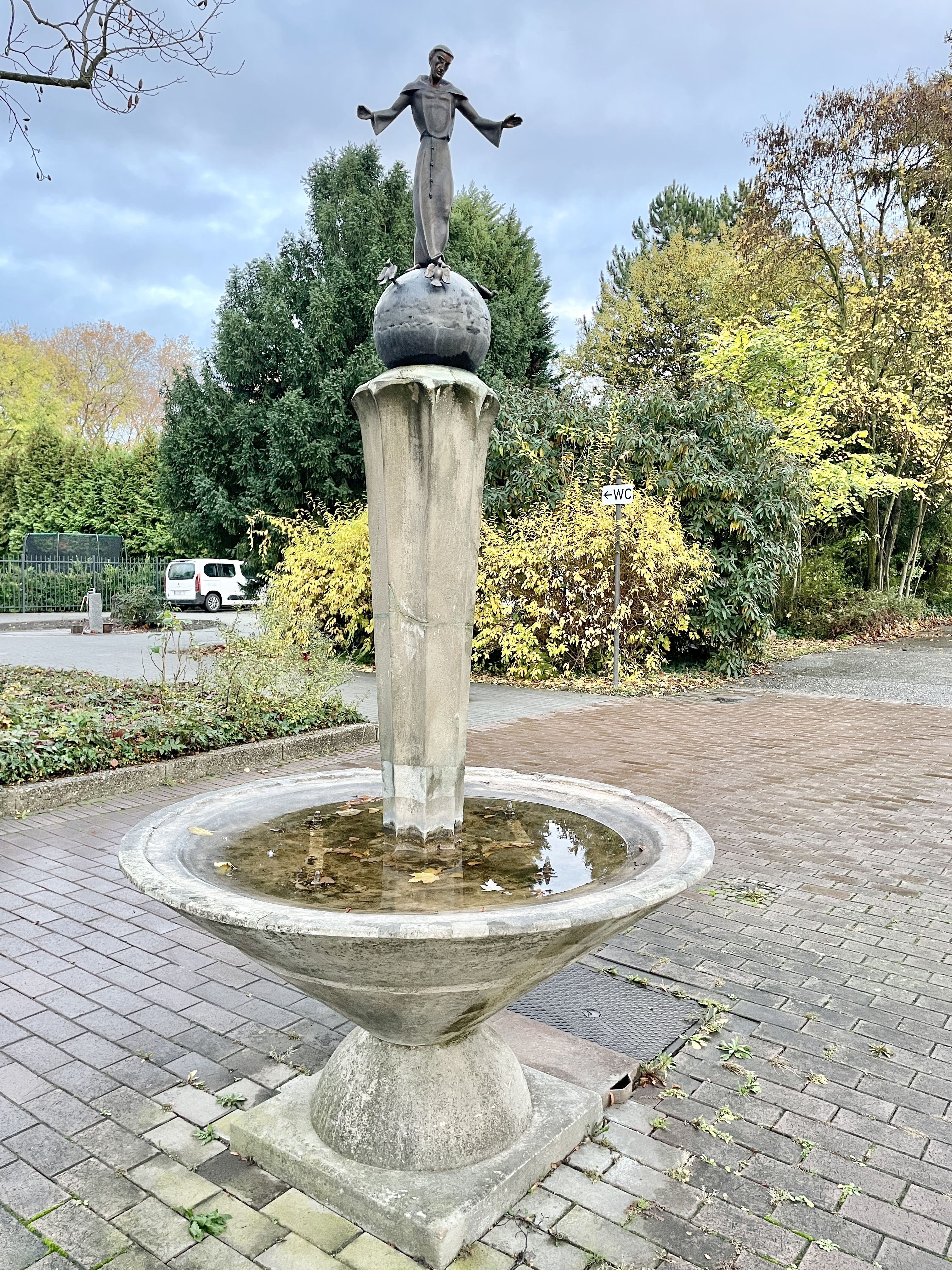
St. Franziskusbrunnen, Friedhof Lu.-Friesenheim
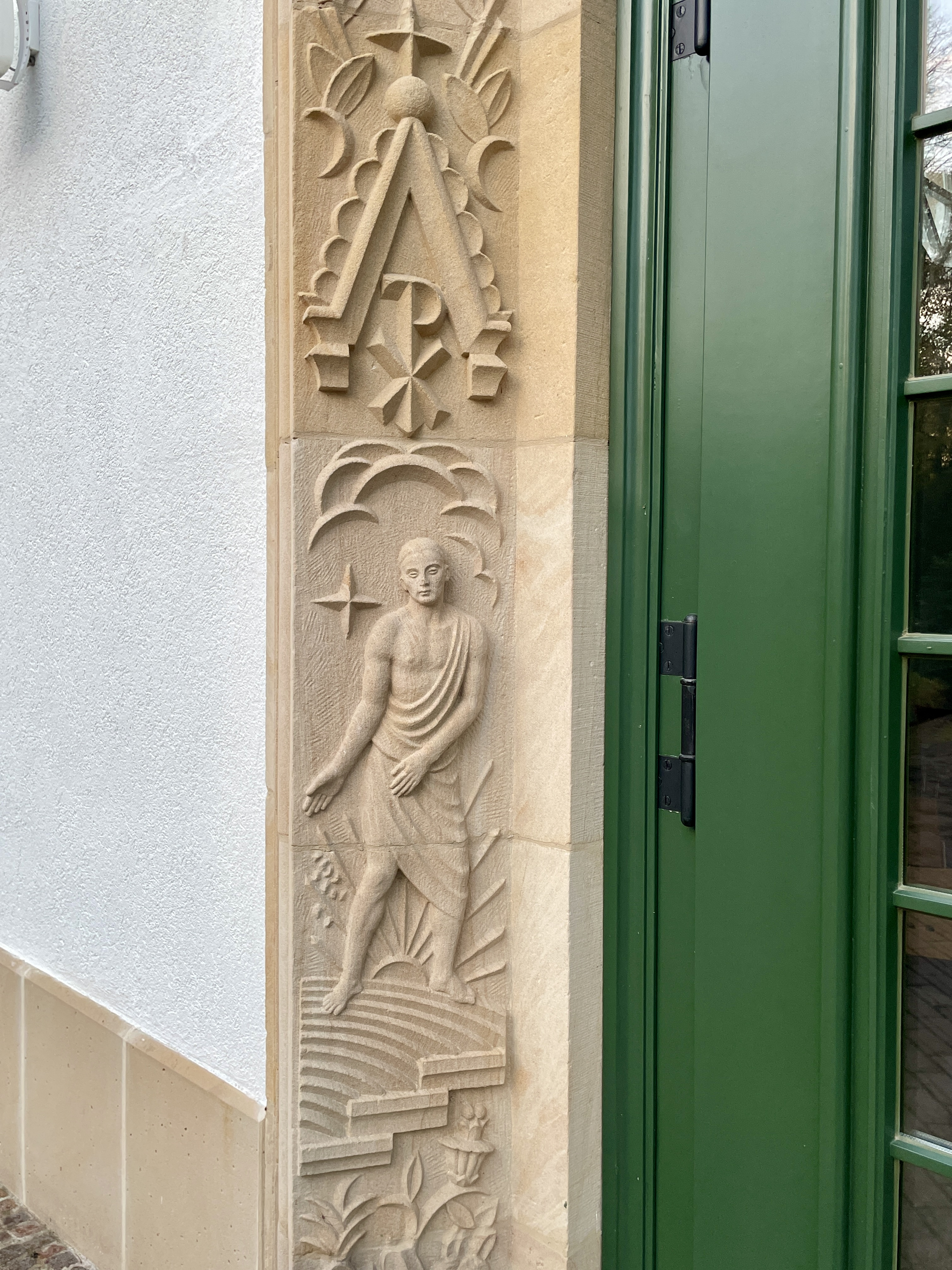
William Ohly, Relief, Hauptportal Friedhofshalle Friesenheim
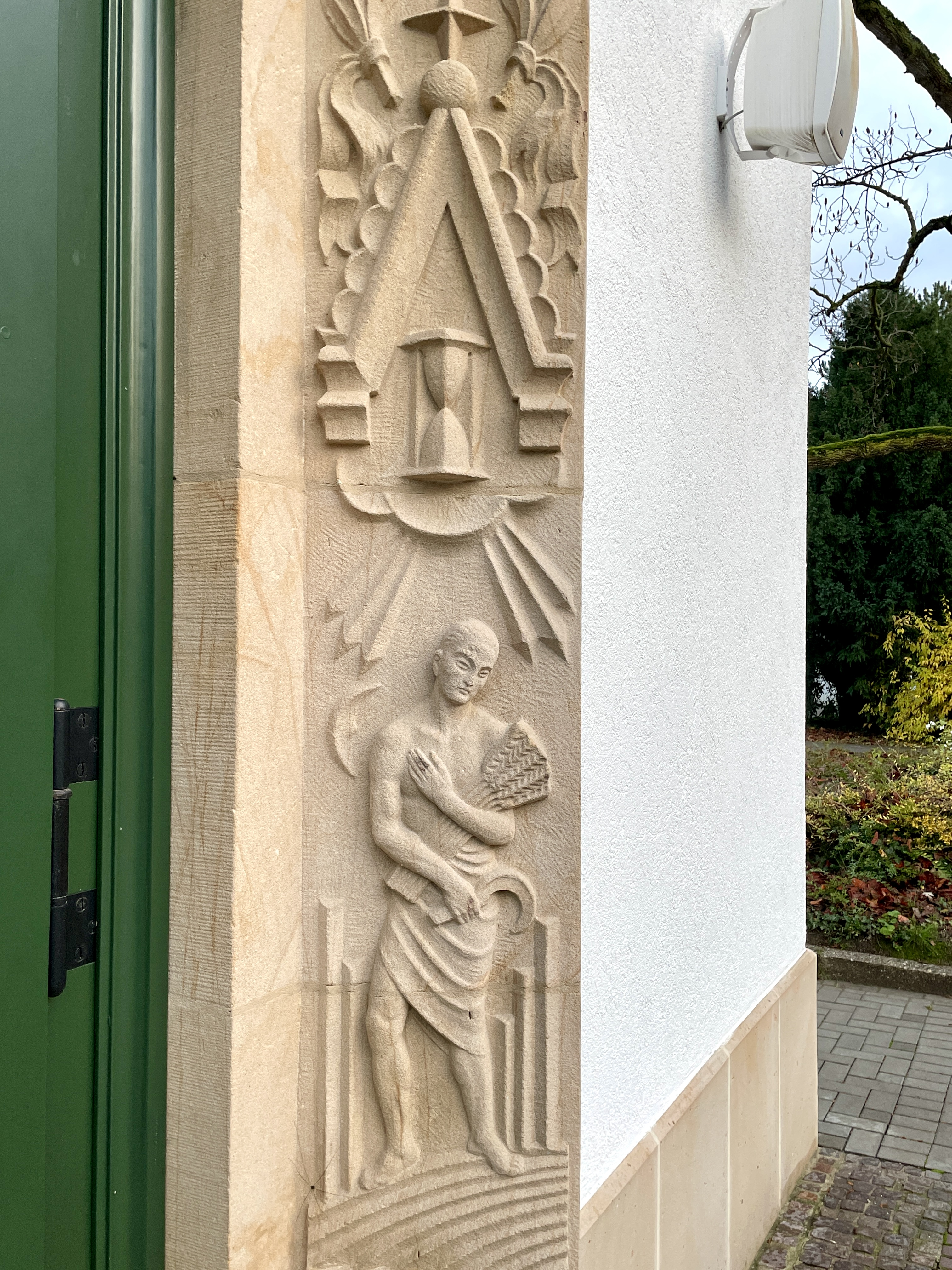
William Ohly, Relief, Hauptportal Friedhofshalle Friesenheim
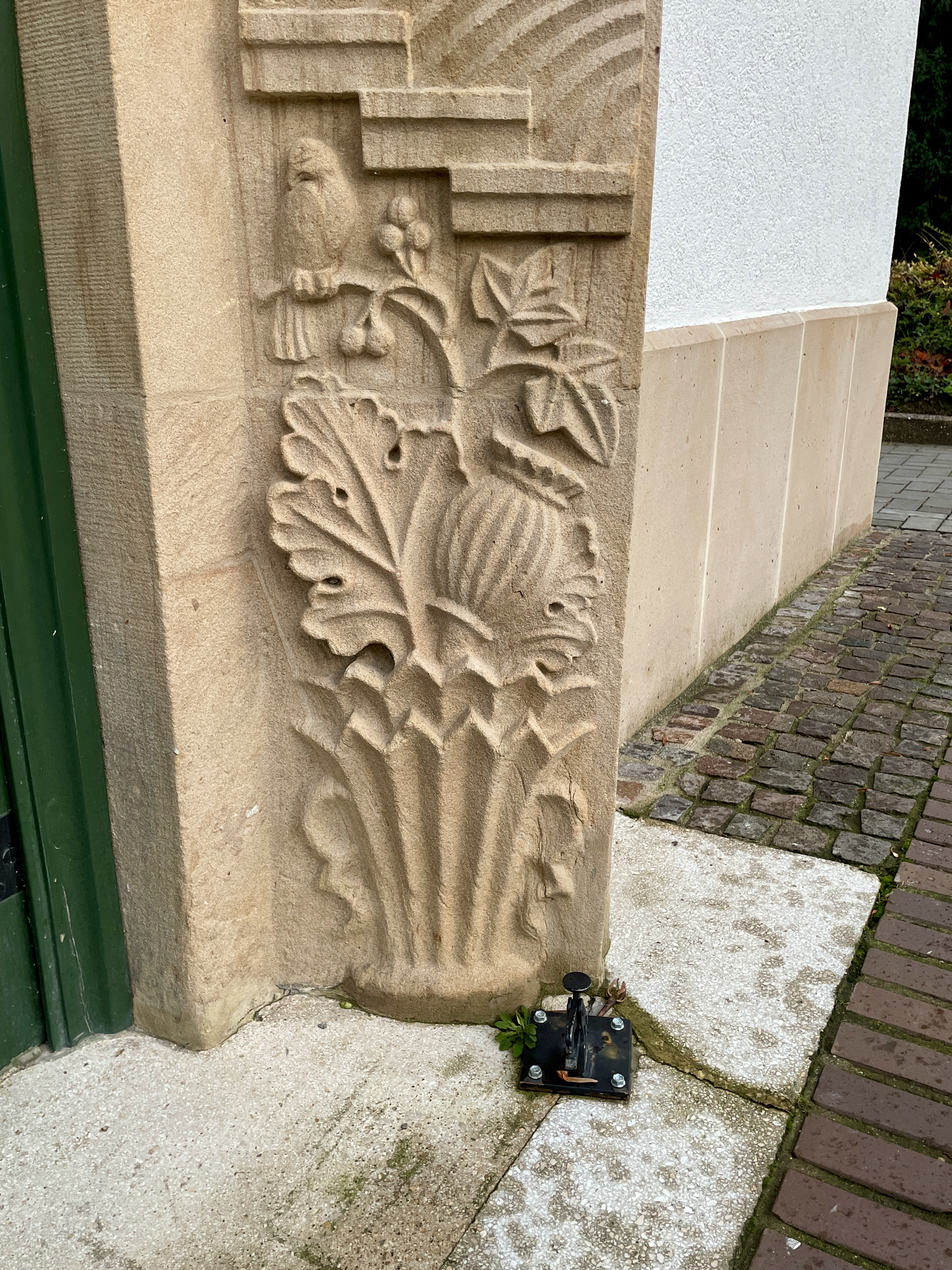
William Ohly, Relief, Hauptportal Friedhofshalle Friesenheim
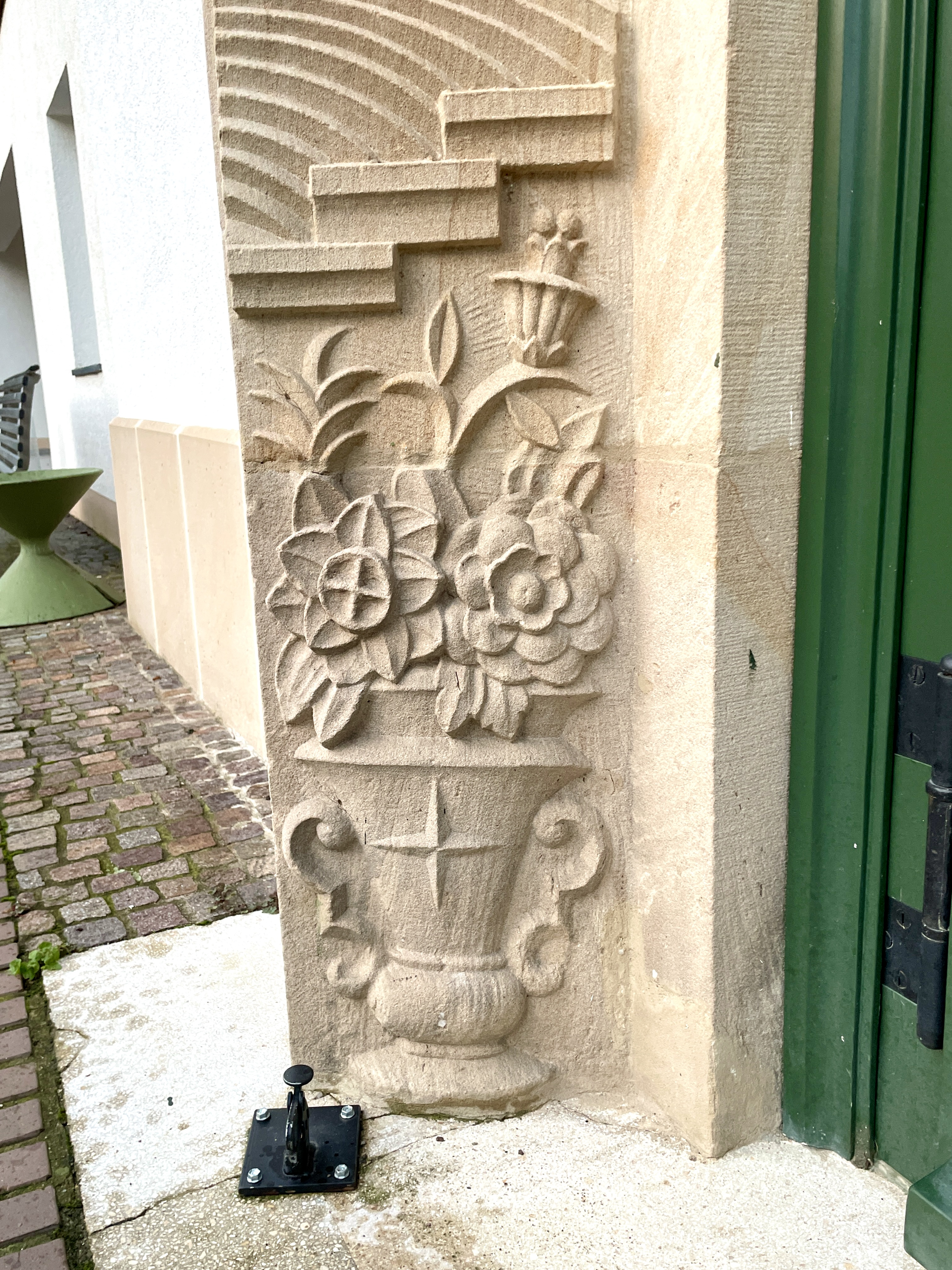
William Ohly, Relief, Hauptportal Friedhofshalle Friesenheim
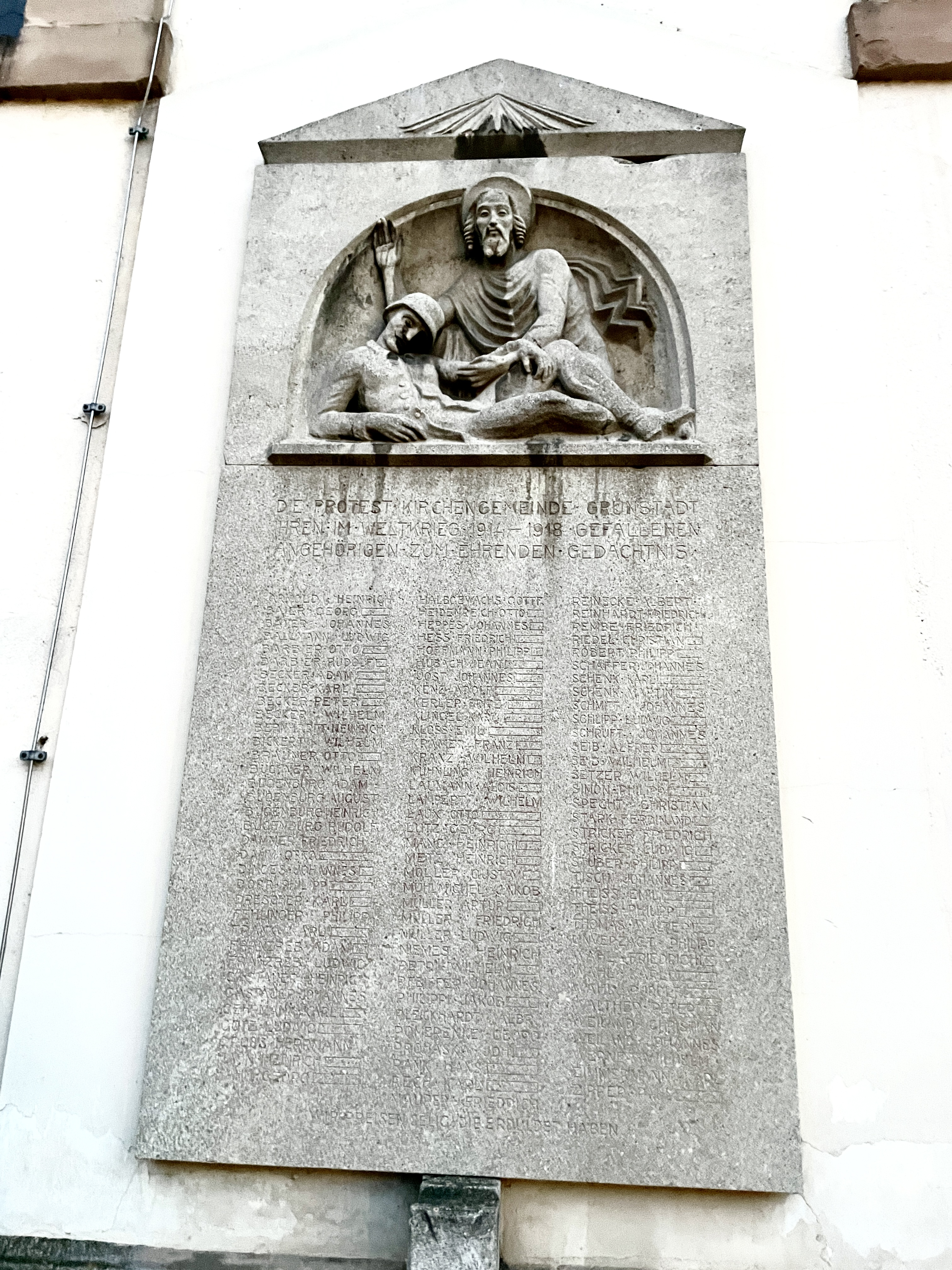
William Ohly, Gefallenentafel, Martinskirche Grünstadt
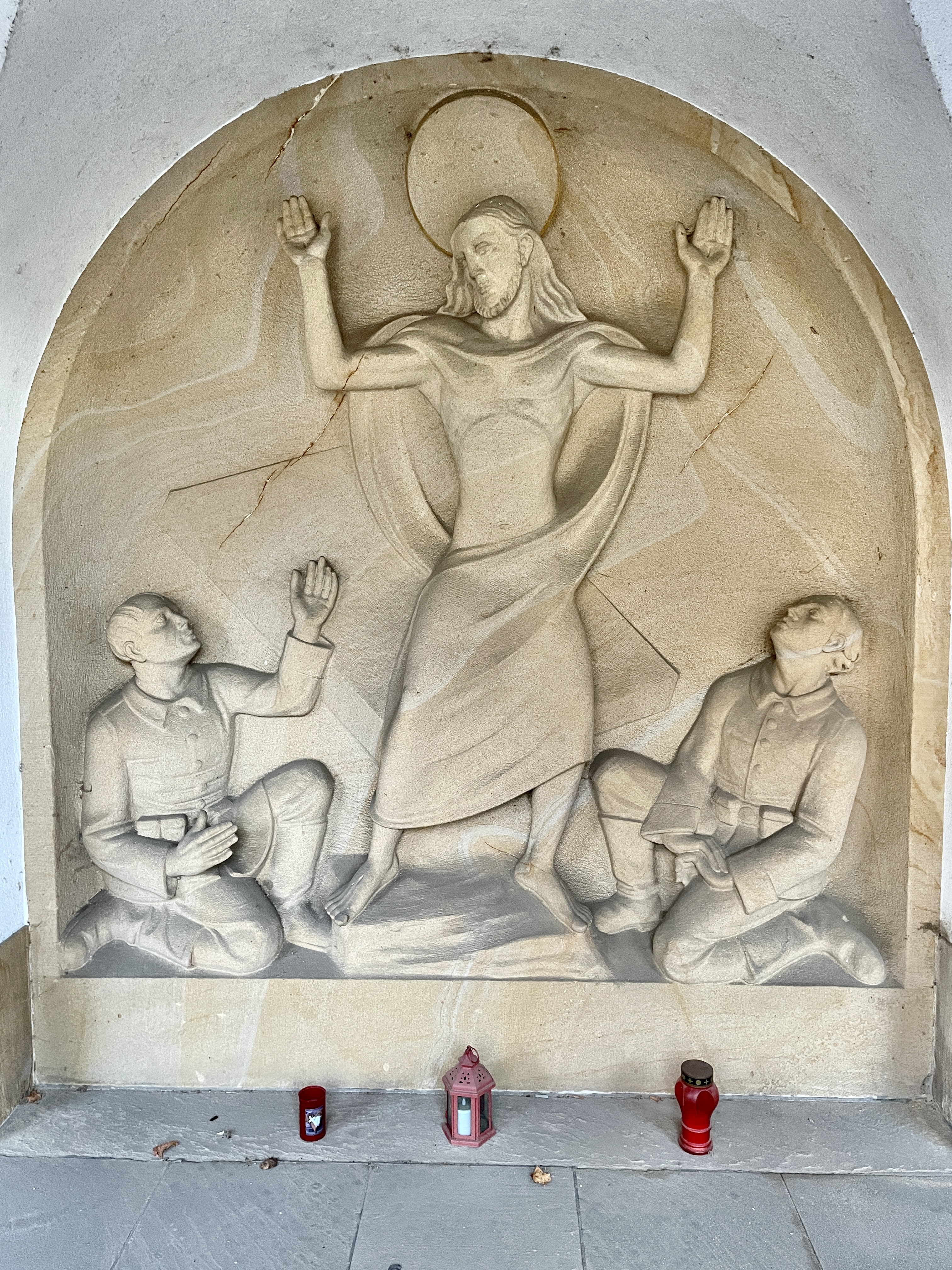
William Ohly, Kriegerdenkmal, Forst an der Weinstraße